# Horní Meziříčí
Horní Meziříčí (polsky Międzyrzecze Górne, německy Ober Kurzwald) je vesnice v jižním Polsku ve Slezském vojvodství v okrese Bílsko-Bělá v gmině Jasenice. Leží na území Těšínského Slezska v kopcovité krajině Slezského podhůří na řece Jasenici a jejích přítocích. K 31. prosinci 2014 zde žilo 2 572 obyvatel.
První zmínka o vesnici (Mesizroha) pochází z listiny vratislavského biskupa Jindřicha z Vrbna z doby kolem roku 1305. Během německé východní kolonizace vznikla vedle ní osada Konradiswalde, která s Meziříčím časem splynula. Horní Meziříčí patřilo těšínskému knížectví, z nějž bylo roku 1572 vyděleno bílské stavovské panství. Až do konce druhé světové války bylo národnostně obcí převážně německou (67 % podle sčítání lidu v roce 1910, stejný podíl v roce 1943) a spolutvořilo tzv. bílsko-bělský jazykový ostrov (na rozdíl od slovanského/polského Dolního Meziříčí).
Horní Meziříčí přímo sousedí s Bílskem-Bělou, jezdí sem autobusy městské dopravy (linka 52 z Hlavního nádraží přes čtvrť Vapenice). Přes vývoj jeho suburbánní zóny a od začátku 21. století rostoucí počet nových domů si však vesnice pořád ještě zachovává venkovský, zemědělský ráz.
K místním památkám patří evangelický kostel z roku 1866 a také řada typických pro dávné Těšínsko přízemních domů se spojenou obytnou i hospodářskou částí a vchody s tzv. vyšiadkami, zídkami k posedávání u dveří (asi nejstarší je dům č.p. 53 z roku 1825). V lednu 1993 vyhořel původní dřevěný katolický kostel sv. Martina z roku 1522, později nahrazený novostavbou. Maketu starého kostela a jiné exponáty je možné vidět v regionálním muzeu Chata Międzyrzecze (otevřené v roce 2007, dům č.p. 511).